# Kafarnaüm
Kafarnaüm (in de Statenvertaling: Kapèrnaüm) (Hebreeuws: כפר נחום, Kefar Nachum, "dorp van Nahum" [Nahum: vertaling 'troost', zie het boek Nahum]), was een nederzetting aan de oever van het Meer van Tiberias. Het was tussen 150 v.Chr. en ca. 750 n.Chr. bewoond. In 1894 zijn de ruïnes en aangrenzend gebied aangekocht en heden ten dage in bezit en beheer van de Franciscanen. Zij bouwden westelijk van het Huis van Petrus een klein klooster en wijdden zich voortaan aan het onderzoek van Kafarnaüm.
Kafarnaüm wordt in het Nieuwe Testament genoemd als de woonplaats van Jezus en verschillende van zijn discipelen: de broers Simon Petrus en Andreas, de broers Jacobus en Johannes en verder Matteüs, de tollenaar en schrijver van het gelijknamige evangelie.

## Jezus en Kafarnaüm
Jezus ging, toen hij hoorde dat Johannes de Doper gevangen was genomen, zelf in Kafarnaüm wonen (Matteüs 4:13). In de synagoge aldaar gaf hij onderricht (Marcus 1:21, Lucas 4:31 en Johannes 6:59). Verder verweet Jezus de inwoners van deze plaats dat ze, ondanks de wonderen die hij er had gedaan, niet tot bekering waren gekomen (Matteüs 11:23 en Lucas 10:15).

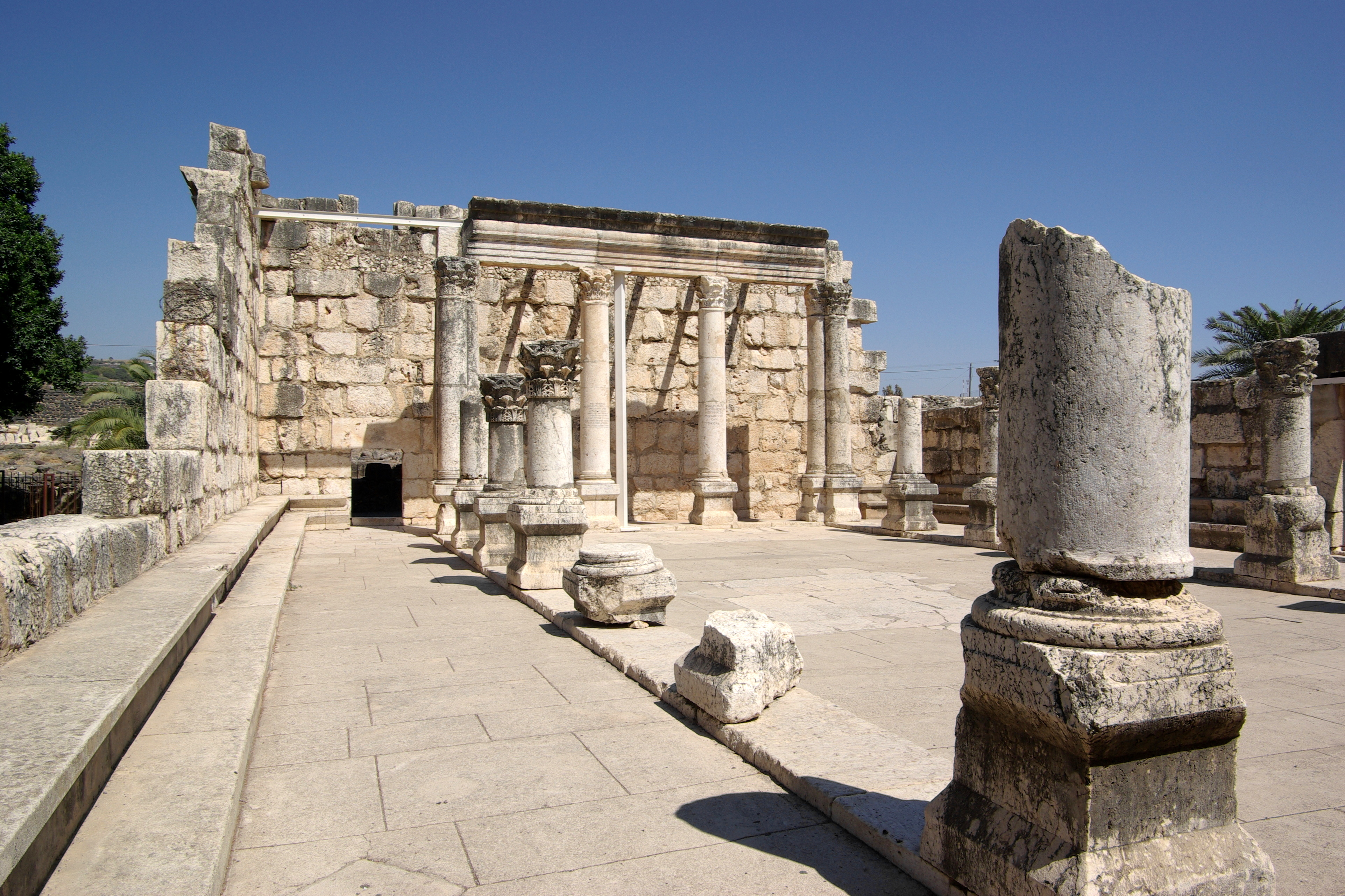
Synagoge uit de 4e eeuw, gebouwd op de fundamenten van de synagoge uit de tijd van Christus
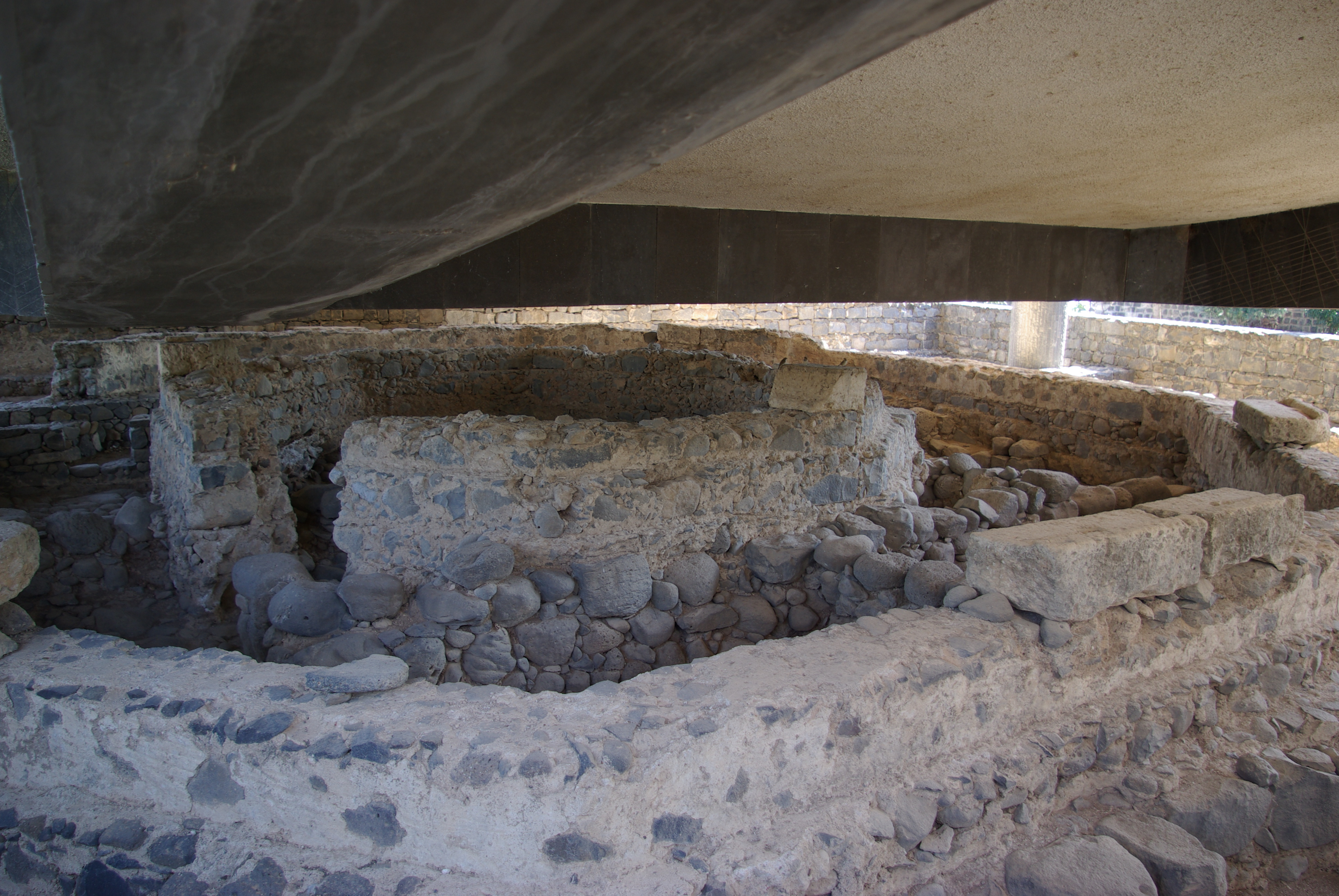
Het huis waarvan wordt aangenomen dat het aan Petrus toebehoorde. Deze aanname is niet onwaarschijnlijk, daar het gebouw al in de 1e eeuw als kerkgebouw werd gebruikt